# Bomba lotnicza 100 kg Ż wz. 31
Bomba lotnicza 100 kg Ż wz. 31 – polska bomba lotnicza produkowana w latach 30. XX wieku. Skonstruowana przez mjr inż. Apolinarego Żebrowskiego. Części metalowe bomby produkowały zakłady należące do  Towarzystwa Starachowickich Zakładów Górniczo-Hutniczych SA w Starachowicach.
Bomba wz. 31 była bombą burzącą. Miała dwuczęściowy, kroplowy korpus. Jego przednia część była tłoczona z grubej blachy, tylna zwijana z cieńszej blachy stalowej. Do tylnej części skorupy przyspawane było ucho na którym bomba była zawieszana w wyrzutniku bombowym. Do tylnej części skorupy przyspawane były także stateczniki. Bomby elaborowane były topionym trotylem lub kwasem pikrynowym, wybuch powodował zapalnik wkręcany w przednią część bomby. W celu ochrony przed korozją bomby wz. 31 były malowane szarą farbą olejną.